# Rhynchina robusta
Rhynchina robusta là một loài bướm đêm trong họ Erebidae.